# Velilla de la Tercia
Velilla de la Tercia es una localidad española, perteneciente al municipio de Villamanín, en la provincia de León y la comarca de La Tercia del Camino, en la Montaña Central, Comunidad Autónoma de Castilla y León.
Situado sobre el cauce del río Fontún, afluente del río Bernesga.
Los terrenos de Velilla de la Tercia limitan con los de Barrio de la Tercia al norte, Piedrafita, Piornedo y Campo al noreste, Villanueva de Pontedo, Pontedo y Cármenes al este, Almuzara, Gete y Felmín al sureste, Valporquero de Torío, Valle de Vegacervera y Villar del Puerto al sur, La Vid y Villasimpliz y  al suroeste y Fontún de la Tercia y Golpejar de la Tercia al oeste.
Perteneció al antiguo Concejo de la Tercia del Camino.